# Samojské ostrovy

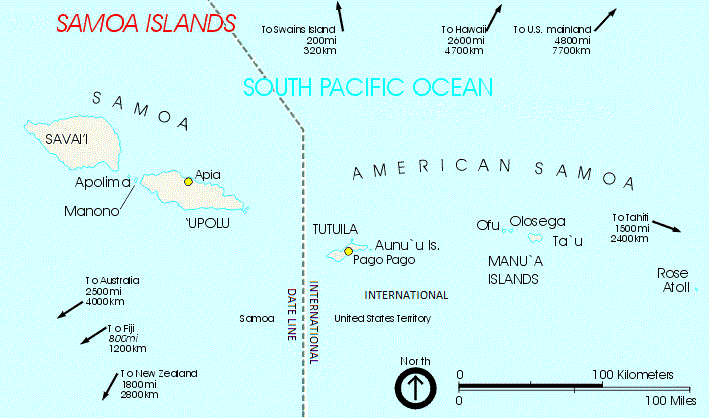
mapa souostroví

Samojské ostrovy (též Samojské souostroví) je skupina ostrovů v Polynésii v Pacifiku. Nachází se 2 900 km od Nového Zélandu a 4 000 km od Havaje. Souhrnná rozloha je více než 3 000 km². Na ostrovech žije přibližně 250 000 obyvatel. Souostroví sestává z 16 hlavních ostrovů (největší a nejvíce zalidněné jsou Upolu, Savai'i a Tutuila). Nejvyšší bod souostroví (Silisili; 1858 m n. m.) se nachází na ostrově Savai'i.
Souostroví je rozděleno do dvou administrativních celků:
- Samoa (nezávislý stát)
- Americká Samoa (nezačleněné neorganizované území Spojených států amerických)

Mezi těmito regiony probíhá datová hranice.